# Резьба по живому
Резьба по живому (англ. Blade artist) — роман шотландского писателя Ирвина Уэлша, изданный в 2016 году. Книга является шестым по счёту продолжением цикла «На игле», рассказывая историю Фрэнка Бегби, одного из четырёх героев, встречавшихся в романах Уэлша. В традициях автора, книга изобилует чёрным юмором и диалектизмами.

## Сюжет
Сюжет строится вокруг Фрэнка Бегби, который остепенился. Бегби живёт с женой и дочкой в Калифорнии, работая скульптором. Из Эдинбурга приходит новость, что убили сына Бегби Шона. Фрэнк прилетает в Шотландию на похороны, но после решает остаться и выяснить, кто стоит за смертью Шона.

## Критика
Роман получил преимущественно положительные рецензии.
В обзоре «Гардиан» колумнист Сара Дитум утверждает, что персонажи «неубедительны».